# Tony Hasbun
Antonio Hasbun Vialet más conocido como «Tony Hasbun» (Santo Domingo, República Dominicana; 25 de noviembre de 1981) es un productor discográfico, actor, diseñador de moda y ejecutivo discográfico dominicano, descendiente de Palestinos. Tony sentó un precedente en el hip hop en la República Dominicana al fundar una de las agrupaciones más influyentes del Hip Hop Latino "La Cooperativa Empresarial Lo Correcto".

## Trayectoria

### Inicios
Comenzó su carrera en 1997 como productor discográfico en un estudio de grabación en Santo Domingo. Más tarde, en el año 2000 formó junto a Nukleo Salomón la agrupación de rap "La Cooperativa Empresarial Lo Correcto" o como también se conoce popularmente "Lo Correcto”. Desde su formación el colectivo formado por Tony Hasbun llegó a convertirse en la primera compañía de Hip Hop independiente en República Dominicana.
El colectivo de Hip Hop Latino “Lo Correcto” produjo miembros originales conformados por dúos, solistas entre los que se mencionan:  Junta de Vecinos (Facundo & Prometeo), Experiencia (Básico & Ovni (Rapero), Crudos (Beethoven Villaman & Hitler Faraon), La Facultad (Crooklyn & Jaidro), Sin Fin, Dj Scuff & Dj Avana. La prensa llegó a considerarlos como las voces más experimentadas y prominentes del hip hop local de su época.

### 2001
En 2001 lanzaron su primer CD, titulado "4 Ejemplos" con Junta de Vecinos. Luego hasta 2011 "Lo Correcto" produjo más de 500 canciones.

### 2007
En 2007 la carrera de Tony Hasbun da un nuevo giro con la creación "La Cueva Studio" lugar en donde tuvo la oportunidad de grabar artistas de otros géneros como Anthony Ríos, y a partir de ese momento comenzó producir nuevos talentos. Un cameo en el DVD de El Pasaporte de Dj Freddy Rey ayudó a Tony a establecer vínculos con otros conocidos artistas del "underground neoyorquino", lo que más tarde serviría para lograr una producción musical conocida como "Too Hot". 
"La Cueva Studio" fue casa receptora de muchos de los éxitos de Lo Correcto. Además, artistas como Lapiz Conciente, Cirujano y El Fother, Marola Vargas, Melymel, entre muchos otros más tuvieron su paso por el conocido estudio de grabación, hoy vigente bajo el nombre "THC Studios RD".
Su visión como productor ejecutivo, llevó a Lo Correcto a ser el primer grupo de rap en popularizarse en los medios de comunicación de la República Dominicana, también consiguió que estos resultaran nominados a los premios Dominican Urban Music Award (DUMA) en el 2008 en la categoría Mejor Artista del Año.

### 2008
En 2008 produjo el documental de Hip Hop "Lo Correcto El Documental" en colaboración con Prensa Civil Quisqueyana, Juan Carlos Espinal y Lo Correcto, este documental aborda las influencias del Hip Hop en la juventud y la cultura dominicana.

## Producción de Eventos
Hasbun, también se ha desempeñado como productor ejecutivo y técnico de eventos, entre sus principales se encuentra el primer concierto ‘unplugged' de Hip Hop realizado en la República Dominicana, que tuvo lugar en Hard Rock Cafe en 2009. Con la presentación estelar de "Lo Correcto".
Otras de sus recordadas producciones, está la presentación de "Lo Correcto" por primera vez , en el Salón La Fiesta del Hotel Jaragua en 2008, donde presentaron el Álbum Universal , resultando en un éxito rotundo.

## Discografía

### EPs
•	2000. 4 ejemplos (EP) Junta de Vecinos
•	2009. Lo Correcto Unplugged (EP) Lo Correcto

### Álbum's
•	2000. Un completo enigma (álbum) Anónimo Blandido
•	2001. Limpiando La Ciudad (álbum) Junta de Vecinos
•	2003. Unión Individual (álbum) Lo Correcto
•	2005. Dinero Sucio (álbum) La Facultad
•	2006. Desde el barrio (álbum) Experiencia
•	2007. Paco Rap Band (álbum) Lo Correcto
•	2008. Universal the álbum (álbum) Lo correcto
•	2009. La Solución (álbum) Lo Correcto ft Various Artist
•	2018. Stroke y qué? (Álbum) Abril Troncoso

### Mixtape's
•	2006. Calle sin Salida the mixtape (mixtape) Beethoven Villaman
•	2008. Too Hot the mixtape vol 1 (mixtape) Various Artist
•	2010. 24 Horas The Mixtape (mixtape) Lapiz Conciente
•	2010 Too Hot vol 2 (mixtape) Various Artists

### Sencillos
•	2021. LEGEND Masta C ft King Ras Pedro, Breeze (LA POSSE), J-RO (Tha Alkaholiks) and Chris The Glove Taylor

En 2007 produjo el CD mixtape "Too Hot" donde contó con destacados raperos underground internacionales del hip hop latino de la época; Lo Correcto (DR), Barbara La Guerrera (USA-PR), Gangsta Familia (Chile), Superanfor (Colombia), Lo Malo Corita (USA), MDE Clik (España), Natural Style (Brasil) reconociendo a Tony por su talento de producción, que había sido bien exhibido. Entre otros artistas con los que Tony ha colaborado se encuentran; Cilvaringz (Wutang Killa Bees), Salah Edin, Lapiz Conciente, Vakero, Tony Almont, Toxic Crow, Villano Sam, Sujeto, Poeta Callejero y muchos otros.

## Filmografía
Tony Hasbun acreditado por la IMDb se formó en el  "Laboratorio del Actor" un movimiento impulsado por la Maestra, y Coach Teatral Lorainne Ferrand. El Taller ha parido destacados talentos en el área teatral y cinematográfica de la República Dominicana. Algunos de las obras en las que ha participado Tony Has como también se le conoce al productor son: Ciudadano Cero, Malibu Country, Entry Level, Happily Divorced entre otras.
| Año  | Título           | Rol                | Metraje             |
| ---- | ---------------- | ------------------ | ------------------- |
| 2006 | Ciudadano Cero   | Painter            | Obra Teatral        |
| 2007 | Entry Level      | Gallery Patron     | Largometraje        |
| 2008 | The Mentalist    | Casa Employee      | Serie de Televisión |
| 2008 | The Mentalist    | Venice Beach Crowd | Serie de Televisión |
| 2011 | Happily Divorced | New Age Party Goer | Serie de Televisión |
| 2012 | The Wedding Band | Rocker             | Serie de Televisión |
| 2012 | Malibu Country   | Hip Hop Guy        | Serie de Televisión |

## Diseño de Moda
En 2010 surgió el proyecto "Tony Hasbun Collection", iniciando su carrera como diseñador de moda creando una marca de ropa casual y deportiva que también es conocida por su abreviatura "THC". En la actualidad, la marca tiene presencia en Los Ángeles, Argentina y República Dominicana. Artistas como Mozart La Para y Melymel han hecho uso de la indumentaria en diversas ocasiones, una de ellas mientras promocionaban el sencillo “No One' en Los Ángeles California, durante su entrevista en la estación radial La Mega 96.3. La marca ha sido visible en la temporada 1, episodio 15 de "La Melmelada Reality".
Otra de las exhibiciones más recientes ocurrió durante la aparición de Keith Murray en el VS de Methomand y Redman el 20 de abril del 2021, evento que realizan Timbaland & Swizz Beatz. La presentación de Murray ocurrió durante la primera hora a partir de su inicio, el evento virtual tuvo una duración de tres horas en su transmisión en vivo por la red social Instagram.
La industria de la moda le ha permitido a Tony realizar colaboraciones con artistas dentro de este oficio, una de ellas es la colaboración que realizó junto al rapero Ovni. La línea de ropas que estos diseñaron lleva por nombre "OVNI by Tony Hasbun" y fue lanzada en enero del 2021.

## Otros Proyectos
El productor y creador ha incursionado en otros ámbitos, además de su participación en la moda, Tony Hasbun tiene dos proyectos totalmente distintos, pero que están basados en sus aficiones. Uno de ellos es la creación del centro de convenciones Sound Stage, escenario que ha recibido a varios artistas emergentes en La sede de Los Ángeles California y pretende dar continuidad sobre la misma base en la República Dominicana con la apertura de un segundo escenario en 2021.
Otro de sus proyectos es la creación de una emisora virtual "Kabina 34 radio" que alberga más de 4 programas en su transmisión vía web.